# Detektivbyrån
Detektivbyrån (Детекти́вбюро́н, со швед. — «Детективное агентство») — шведское трио из города Гётеборга, исполнявшее электронную и фольклорную музыку в период с 2005 по 2010 годы. В состав группы входили Андерс Молин («Flanders»), Юн Нильс Эмануэль Экстрём и Мартин Молин («MacGyver»).

## История
Все участники группы выросли в городе Карлстад в Швеции, расположенном в лене Вермланд, и, ещё обучаясь в школе, вместе играли в мелких рок-группах. После переезда в Гётеборг в 2005 году братья Молин основали группу Detektivbyrån. С тех пор Мартин Молин руководил импровизированной студией записи, где группа записывала и сводила музыку самостоятельно под маркой Danarkia.
К использованию необычных инструментов, таких как аккордеон, участников группы подтолкнули музыкальные традиции Вермланда и саундтрек к фильму «Амели», в котором эти инструменты были использованы. Группа также выступала в качестве уличных музыкантов, что вынуждало их использовать портативные музыкальные инструменты, такие как глокеншпиль.
В 2006 году был записан мини-альбом Hemvägen («Дорога домой»), в который вошли 7 песен. Альбом получил большую огласку в СМИ. После выхода альбома группе стали поступать многочисленные предложения провести концерт в различных странах, в частности, в Скандинавии, Германии и даже в Соединённых Штатах.
В период между 2006 и 2008 годами группа активно гастролировала, а также участвовала в нескольких радио и телевизионных шоу, в том числе в одной из программ на MTV Europe.
Первый полновесный альбом Wermland группа выпустила 3 сентября 2008 года. Группа была номинирована на две награды Grammis (шведский аналог Грэмми) как новичок года и лучший исполнитель фолк-музыки 2008 года. Кроме того, они были номинированы на премию Manifestgalan за лучшее живое выступление 2008 года.
В феврале 2009 года Юн Нильс Эмануэль Экстрём ушёл из группы. Двое оставшихся участников группы продолжили работать над будущим альбомом, предварительно названным «Beyond», но дальнейшая его судьба неизвестна. Также группа принимает участие в записи саундтрека для американского фильма Tenure.
Параллельно работе в группе Андерс вместе с бывшим барабанщиком Юном участвуют в рок-группе «Maquinaria». Мартин в свободное от группы время работает в своей студии звукозаписи с местными исполнителями и принимает участие в группе шведской поп-певицы Мод Линдстрем.
В августе 2010 года группа была распущена. Участники группы объявили на официальном сайте, что они не будут больше давать концерты и записывать музыку под названием Detektivbyrån. Мартин Молин заявил, что планирует и дальше заниматься музыкой, и впоследствии основал группу Wintergatan.

## Дискография

### Мини-альбомы

#### Hemvägen (2006)
Hemvägen (со швед. — «Дорога домой») — первый мини-альбом Detektivbyrån. Он был записан в 2006 году на собственном лейбле Danarkia. Песни «E18», «Nattöppet» и «Dansbanan» были выложены в открытом доступе на сайте группы.
| Трек | Название   | Длительность |
| ---- | ---------- | ------------ |
| 1    | E18        | 3:29         |
| 2    | Hemvägen   | 4:03         |
| 3    | Nattöppet  | 3:20         |
| 4    | Monster    | 2:49         |
| 5    | Dansbanan  | 3:49         |
| 6    | Granmon    | 2:19         |
| 7    | Vänerhavet | 4:06         |

### Синглы

#### Lyckans Undulat (2007)
Lyckans Undulat (со швед. — «Попугайчик счастья») — сингл, выпущенный группой в 2007 году. Позже трек был включён в альбом E18.

#### Hemstad (2007)
Hemstad (со швед. — «Родной город») — сингл, выпущенный группой в 2007 году. Он содержал две песни — по одной на каждой полосе. Вышел ограниченным тиражом в 500 копий. Композиция «Lakka-Koffa» была позже переиздана на альбоме E18.
| Трек | Название    | Длительность |
| ---- | ----------- | ------------ |
| 1    | Lakka-Koffa | 6:14         |
| 2    | Tuff Ungdom | 4:15         |

### Альбомы

#### E18 (2008)
E18 — дебютный альбом группы, вышедший в 2008 году. Альбом выпущен японским лейблом P-Vine по лицензии собственного лейбла группы Danarkia. Он также может рассматриваться как сборник, в основе которого лежат все песни из мини-альбома Hemvägen и сингл «Lyckans Undulat». На альбоме также присутствует песня «Lakka-Koffa», которая ранее была выпущена только на виниловых пластинках альбома Hemstad.
Название альбома E18, вероятно, происходит от названия европейской трассы Е18, которая проходит через город Карлстад, где выросли участники группы.
| Трек | Название        | Длительность |
| ---- | --------------- | ------------ |
| 1    | E18             | 3:29         |
| 2    | Hemvägen        | 4:03         |
| 3    | Nattöppet       | 3:20         |
| 4    | Monster         | 2:49         |
| 5    | Dansbanan       | 3:49         |
| 6    | Granmon         | 2:19         |
| 7    | Vänerhavet      | 4:06         |
| 8    | Lyckans Undulat | 2:52         |
| 9    | Hem Ljuva Hem   | 2:15         |
| 10   | Home Sweet Home | 1:23         |
| 11   | Laka-Koffa      | 6:14         |

#### Wermland (2008)
Wermland — второй альбом Detektivbyrån, выпущенный на собственном лейбле Danarkia. В отличие от дебютного альбома, Wermland включал в себя только новые произведения. Ещё до выхода альбома в продажу группа выложила «Om Du Möter Varg» и «Neonland» в свободный доступ на официальном сайте. Осенью 2008 года альбом достиг третьего места в шведских чартах продажи альбомов.
| Трек | Название               | Длительность |
| ---- | ---------------------- | ------------ |
| 1    | Om Du Möter Varg       | 3:08         |
| 2    | Kärlekens Alla Färjor  | 3:09         |
| 3    | Honky Tonk Of Wermland | 2:15         |
| 4    | Rymden I En Låda       | 2:25         |
| 5    | Generation Celebration | 3:01         |
| 6    | Life/Universe          | 3:21         |
| 7    | Neonland               | 3:10         |
| 8    | Hus Vid Havet          | 2:10         |
| 9    | Partyland              | 3:28         |
| 10   | Camping                | 2:43         |
| 11   | Sista Tryckaren        | 2:50         |
| 12   | En Annan Typ Av Disco  | 3:00         |
| 13   | Dygnet Runt            | 1:04         |
| 14   | 054                    | 4:02         |

## Состав
- Мартин «MacGyver» Молин — терменвокс, игрушечное пианино, глокеншпиль, трактофон
- Андерс «Flanders» Молин — аккордеон, шарманка
- Юн Нильс Эмануэль Экстрём — ударные, малые колокольчики, педаль эффектов (с 2005 по 2009)